# Festivalul cultural Ayet Atyap
Festivalul Cultural Ayet Atyap (Tyap: Song A̠yet sau Swong A̠yet) constă într-un lung șir de activități și ceremonii festive specifice grupului etnic Atyap din Kaduna de Sud, Middle Belt, Nigeria. Conform tradiției, festivalul are rolul de a întâmpina sezonul agricol în fiecare an, în perioada martie-aprilie, cu ritualuri și dansuri specifice care să aducă belșug și bunăstare. Responsabili pentru organizare au fost, de regulă, bărbații membri ai clanului Aku, care au trecut deja prin procesul de inițiere în cultul Abwoi. De curând, evenimentul a fost mutat în luna decembrie și sărbătorit în piața palatului Agwatyap din Atak Njei, Zangon Kataf, din sudul statului Kaduna. La festival participă personalități din interiorul și din afara statului, inclusiv lideri politici și tradiționali.